# Marteinn Einarsson
Marteinn Einarsson († 7. Oktober 1576) war ein evangelischer Bischof von Skálholt im Süden von Island.
Im Jahre 1548 übernahm er das Bischofsamt nach seinem Vorgänger Gissur Einarsson. Er war der zweite Bischof von Skálholt, der dem evangelisch-lutherischen Christentum angehörte.

## Familie und Ausbildung
Marteinn Einarsson entstammte einer Familie aus Staðastaður auf der Halbinsel Snæfellsnes, in der zahlreiche Mitglieder Pfarrer waren.
Sein Vater Einar Snorrason z. B. war dort Pfarrer von 1500 bis 1538, der Bruder der Mutter, Ingiríður Jónsdóttir, war Stefan Jónsson, auch ein Bischof von Skálholt und Vorgänger von Marteinn im Amte. Ein Halbbruder von Marteinn war Pfarrer von Hjarðarholt im Borgarfjörður.
Eine seiner Schwestern war in England verheiratet und so erhielt Marteinn dort seine Ausbildung.

## Beruflicher Werdegang
Nach dem neunjährigen Auslandsaufenthalt kam er nach Island zurück und arbeitete zunächst als Kaufmann in Grindavík.
Im Jahre 1533 übernahm er als Pfarrer das Amt seines Vaters in Staðastaður.
1548 wurde er zum Bischof von Skálholt gewählt.

## Glaubenskrieg in Island
Dadurch geriet er mitten ins Feuer der gerade schwelenden Auseinandersetzungen um Islands Zugehörigkeit zum katholischen bzw. evangelisch-lutherischen Christentum. Dies war für Christian III. von Dänemark, der sich gerade zur Reformation Martin Luthers bekehrt hatte und die weltliche Oberherrschaft über Island innehatte, nicht zuletzt eine Machtfrage.
Während Marteinn Einarsson 1548 in Dänemark weilte, um die Weihe als evangelisch-lutherischer Bischof zu empfangen, sandte der katholische Bischof im Norden Islands, Jón Arason, den Abt von Þykkvabær Sigvarður Halldórsson nach Skálholt. Er wollte sich schnell die Gelegenheit zunutze machen und den frei gewordenen Bischofsstuhl wieder für die Seite der katholischen Fraktion besetzen. Dies konnte aber nicht verhindern, dass Marteinn Einarsson am 7. April 1549 in Dänemark zum (evangelischen) Bischof geweiht und vom dänischen König wieder nach Island entsandt wurde.
Dort geriet er allerdings in Feindeshände. Björn Jónsson und Ari Jónsson, die Söhne von Jón Arason, hielten ihn etwa ein Jahr lang gefangen. Die meiste Zeit davon verbrachte er in Möðrufell, dem Hof von Ari Jónsson. Jón Arason selbst dichtete sogar ein Spottgedicht auf die Vorkommnisse.
Allerdings war die Freude der Katholiken von kurzer Dauer: Im Jahre 1550 wurde Jón Arason mit seinen Söhnen gefangen genommen und 1551 hingerichtet.
Daraufhin wurde Marteinn Einarsson wieder in sein Amt in Skálholt eingesetzt.

## Weiteres Wirken
Martein Einarsson hatte dieses inne bis 1557, als er selbst vom Bischofsamt zurücktrat. Als Grund für seinen Rücktritt 1557 nannte er, dass der König seiner Meinung nach zu weit ginge in der Enteignung und Entmachtung der Kirche.
Von 1557 bis 1569 war er wieder Pfarrer in Staðastaður, verzichtete schließlich aber auch auf dieses Amt und verlebte seine letzten Jahre in Álftanes á Mýrum.
Er tat sich in der Herausgabe und Verfassung von Psalmensammlungen hervor und galt u. a. auch als guter Maler.
Einarsson war verheiratet und hatte zahlreiche Kinder.

### Belletristik
In dem Roman Öxin og jörðin von Ólafur Gunnarsson, für den dieser 2003 den nationalen Buchpreis erhielt, befasst sich der Autor auch mit den Händeln um Marteinn Einarsson, der eine wichtige Rolle im Buch spielt. Öxin og jörðin wurde ins Englische übersetzt (The Axe and the Earth) und auch für die Bühne adaptiert. Deutsche Fassung:
- Niemand wie ich (Öxin og jörðin, 2004), Göttingen, Steidl, 2006, ISBN 3-86521-350-2

### Sachbücher
- Saga Biskupsstólanna. Hólar 2006.